# Прокляття (фільм, 2004)
«Прокляття» (англ. The Grudge) — фільм жахів режисера Такаші Шиміцу. Ремейк фільму «Ju-on: The Grudge».

## Сюжет
Прокляття померлих живе в місцях, де вони жили, чекаючи нову жертву. Коли прокляття знаходить нову жертву — вона вмирає. А прокляття стає тільки сильніше. І так, вбиваючи жертву за жертвою, одного разу кинуте прокляття як вірус поширюється і плете мережу жаху.

## У ролях
- Сара Мішель Ґеллар — Карен
- Джейсон Бер — Дуг
- Вільям Мапотер — Метью
- Клеа ДюВалл — Дженніфер
- КаДі Стрікленд — Сьюзен
- Грейс Забріскі — Емма
- Білл Пуллман — Пітер
- Роза Блазі — Марія
- Тед Реймі — Алекс
- Ре Ісібасіi — Накагава
- Йоко Макі — Йоко
- Юя Озекі — Тошио
- Такако Фудзі — Кайако
- Такаші Матсуяма — Такео
- Хіроші Матсунага — Ігараші
- Хадзіме Окаяма — Сузукі
- Йошіюкі Морішіта — охорона
- Кадзююкі Цумура — співробітник Петра
- Таікі Кобаясі — поліцейський
- Дзюнко Койдзюмі — мати
- Нанна Койдзюмі — дочка
- Йойчі Окамура — менеджер ресторану
- Ейдзі Окі — детектив
- Кацухіро Ояма — доктор

## Цікаві факти
- Вже на четвертий день прокату, після того як фільм несподівано для багатьох зібрав 39 мільйонів доларів у дебютний вікенд, було прийнято рішення про створення сіквела.
- Один з небагатьох випадків, коли і оригінал і рімейк ставить один і той же режисер. У даному випадку цією людиною став Такаші Шиміцу.
- До тестового перегляду були представлені дві версії картини — (R-рейтинг) і PG-13. Після недовгих суперечок в прокат було вирішено виставити менш жорстку версію, з якої були видалені найстрашніші кадри. З економічної точки зору цей хід виправдав себе на всі 100 відсотків, і картина стала одним з небагатьох фільмів жахів, що перевалили за зібраними коштами за 100 мільйонів.
- Крім того, в рімейк були запрошені троє акторів, які виконали ті ж самі ролі в оригінальній версії картини 2002 року.
- Звуки, що повідомляють про появу жінки-примари, були отримані за допомогою звичайного гребінця.
- Моторошний звук, що доноситься з рота всіх привидів, був записаний при використанні голосу самого Такаші Шиміцу.
- Юя Озекі, що виконав роль хлопчика-примари, в реальному житті страшенно боїться кішок. Тим не менш, протягом всієї картини ми можемо бачити його персонажа з кішкою на руках.
- Перед початком зйомок вся знімальна бригада пройшла якийсь обряд, таємно сподіваючись, що нічого страшного під час роботи над картиною з ними не трапиться. Як би то не було, зйомки дійсно пройшли без ексцесів.
- Горище зловісного будинку являв собою окрему конструкцію. Таким чином, в самому будинку з'являлося більше простору для маневрів режисера.
- Місця проведення зйомок рімейка майже повністю повторювали собою аналогічні декорації фільму — оригіналу.
- Незважаючи на труднощі перекладу, Сара Мішель Геллар серйозно захопилася вивченням японської культури.
- Повний варіант фільму має хронометраж 97 хвилин.